# Agrostis trichoclada
Agrostis trichoclada é uma espécie de gramínea do gênero Agrostis, pertencente à família Poaceae.